# Triodoncidium
× Triodoncidium (abreviado Tcd) es un híbrido intergenérico entre los géneros de orquídeas Odontoglossum × Oncidium × Trichocentrum. Fue publicado en Sander's List Orchid Hybrids Addendum 2002-2004: lxvi (2005).